# Descubrimiento de la península de Yucatán

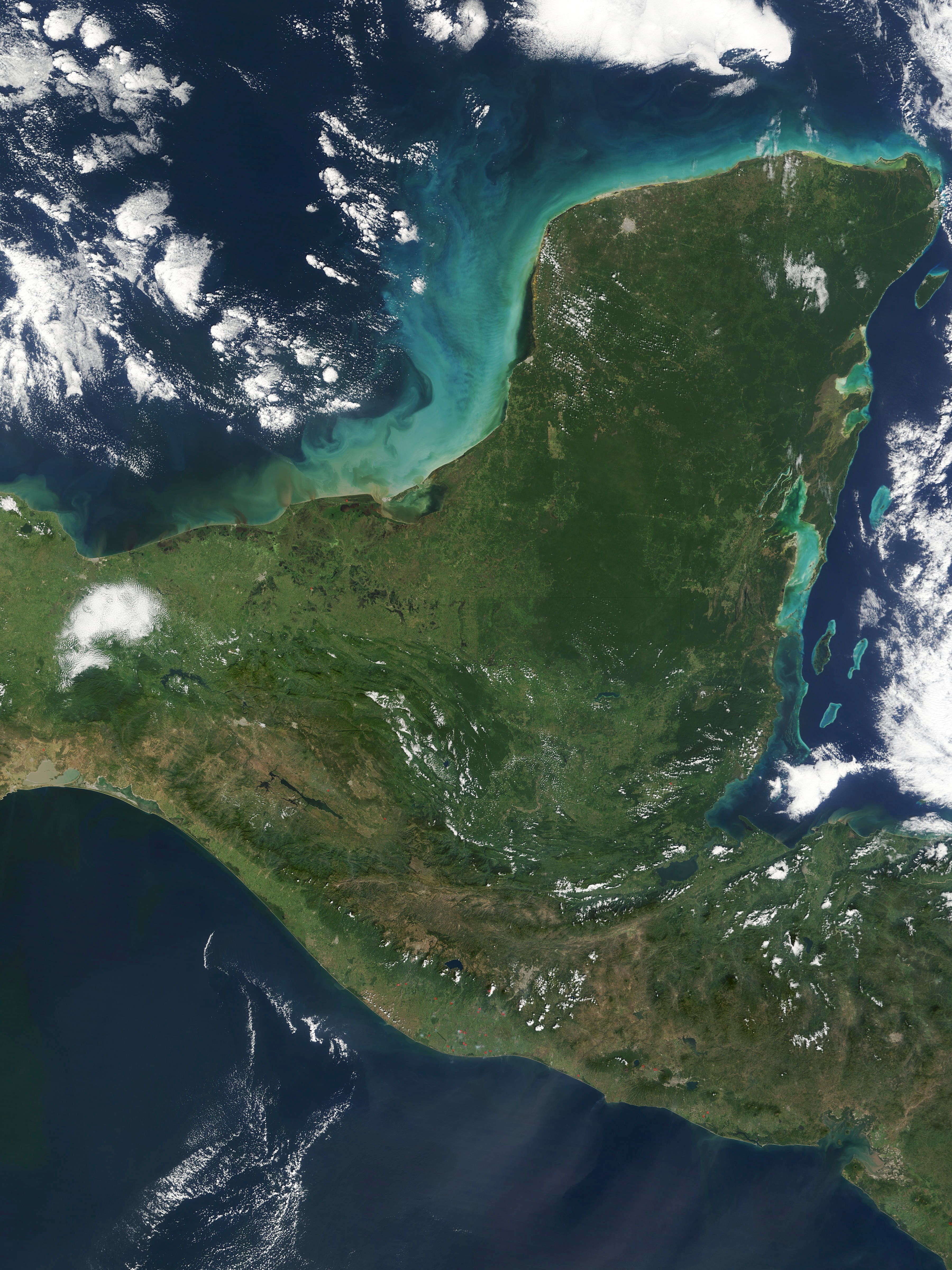
Fotografía desde un satélite de la península de Yucatán.

El descubrimiento de la península de Yucatán se refiere al evento histórico protagonizado por europeos, por orden y encargo de la monarquía española, en los albores del siglo XVI, durante el proceso de exploración y conquista de los territorios de Mesoamérica. El término descubrimiento es utilizado en un sentido lato, por cuanto que se refiere a los propios españoles que estaban entonces explorando territorios para ellos ignotos.
La historia oficial dice que en 1513, Juan Ponce de León ya había conquistado la isla de Borinquén, hoy Puerto Rico y había descubierto la Florida. Él y Antón de Alaminos quien lo acompañó en este último descubrimiento, sospechaban entonces que al oeste de Cuba encontrarían nueva tierras. Bajo la influencia de ellos, Diego Velázquez de Cuéllar, a la sazón gobernador de la isla de Cuba, organizó una expedición bajo el mando de Francisco Hernández de Córdoba y con la participación de los capitanes Cristóbal de Morante y Lope Ochoa de Caicedo para explorar los mares al poniente de la isla.
Esta expedición zarpó del puerto de Ajaruco el 8 de febrero de 1517 con rumbo a La Habana y después de rodear la isla y navegar con dirección sur poniente por lo que ahora se conoce como el canal de Yucatán, llegó a tierra firme el 1 de marzo, a la península de Yucatán. Hay discrepancias respecto del lugar al que arribaron los participantes de esta primera expedición. Unos afirman que fue Isla Mujeres. Bernal Díaz del Castillo, el soldado relator por excelencia de la épica conquista de México, que además estuvo en esta expedición, dice que fue Cabo Catoche, en donde vieron una gran ciudad a la que llamó el Gran Cairo.
Ahora bien, se han establecido hipótesis, cada vez más sólidamente, que la península de Yucatán ya había sido descubierta previamente a la expedición de Francisco Hernández de Córdoba. No sólo está el hecho, expuesto abajo, de la presencia de españoles en la península de Yucatán cuando Hernán Cortés la visitó, durante la expedición de conquista, que aunque se tratara de los náufragos Jerónimo de Aguilar y Gonzalo Guerrero que habían llegado obviamente por accidente a las costas yucatecas, demuestra que había europeos que ya conocían el territorio que estaba siendo explorado en la expedición de 1517, sino que algunos autores como Michel Antochiw Kolpa, historiador y cartógrafo, en su reciente obra Historia Cartográfica de la Península de Yucatán señala y sustenta cartográficamente: 

"....Existe la posibilidad de que Yucatán haya sido visitado por lo menos dos veces antes de su "descubrimiento", ambas por navegantes portugueses, la primera vez desde el norte, la segunda desde el sur..."

La propia enciclopedia Yucatán en el tiempo, en el artículo correspondiente a "Historiadores de Yucatán" dice:

"...todavía persisten dudas sobre la fecha real y la identidad del autor del descubrimiento (de Yucatán), ya que el mapa más antiguo en que aparece Yucatán data de 1513, cuatro años antes del viaje de Hernández de Córdoba.

## Primeros encuentros de la expedición de 1517 con los nativos

Expedición de Francisco Hernández de Córdoba a Yucatán en los primeros meses de 1517.

El lugar del primer contacto de los expedicionarios con gente nativa de la península, fue más tarde identificado por los propios españoles como la ciudad de Ekab. El pueblo salió a darles la recepción en canoas. Los españoles fondearon sus naves y los naturales del lugar se acercaron invitando a los recién llegados a tierra firme, diciendo «conéx cotóch», «conéx cotóch»; que significa: «venid a nuestras casas», motivo por el cual lo llamaron punta Catoche, dándose así la primera referencia toponímica sobre el territorio peninsular que estaba conociéndose.
Los mayas se acercaron pues a inspeccionar las naves haciendo entender a los expedicionarios que fueran con ellos a tierra firma.  Desconfiados los expedicionarios españoles, desembarcaron en sus propios bateles, y al llegar a tierra cayeron en una emboscada. Tras un breve combate y con algunas bajas, lograron regresar a sus embarcaciones, habiendo capturado por su parte a dos indígenas, quienes fueron bautizados a la fe cristiana con los nombres de Julianillo y Melchorejo. Ellos, según Cogolludo, fueron los primeros en auxiliar a la traducción del idioma maya al español. 
Ya en sus embarcaciones, avanzaron hacia el poniente y después hacia el sur, para rodear la península, hasta tocar, el día de San Lázaro, el poblado que más adelante fue llamado Campeche, en donde se aprovisionaron de agua. Después de dejar pasar una tormenta, siguieron adelante hacia el sur hasta alcanzar Champotón, que entonces era una ciudad principal, dominada por los Cohuoes y de donde fueron agresivamente rechazados por los habitantes del lugar. Hubo una refriega importante como resultado de la cual murieron 57 españoles de los 110 que integraban la expedición, según el recuento de Bernal Díaz. Muchos del resto, entre los cuales el propio Hernández de Córdoba y Antón de Alaminos, resultaron heridos. Por este fatal resultado y en recuerdo de la batalla que perdieron, dieron al lugar el nombre de Bahía de la Mala Pelea.

## Llegada a Kaan-Pech (Campeche) y después a Chakán-Putum (Champotón)
La crónica de Bernal Díaz del Castillo narra que 

"...Pocos días después avistaron un poblado sembrado en la costa, desembarcaron cautelosamente y poniendo pie en tierra descubrieron Kaan Pech" (palabras que en lengua maya significan serpiente y cucaracha).

 Este hecho tuvo lugar el domingo 22 de marzo de 1517. Necesitados de agua, los españoles desembarcaron con ayuda de bateles y se abastecieron en un pozo. Al acercarse los mayas, los españoles indicaron por medio de señas que venían en son de paz; el cacique de la región les preguntó  si venían de donde sale el sol, mencionando la palabra "castilán".  Los españoles, sorprendidos por esta palabra, respondieron afirmativamente, y cacique los invitó a su población, en donde se encendió copal. Por medio de señas, el halach uinik indicó a los expedicionarios que debían abandonar el lugar antes de apagarse el fuego. Mientras tanto, fueron llegando guerreros al lugar. Por la experiencia de Cabo Catoche, los españoles prefirieron marcharse. Al salir fueron afectados por un viento de "norte" y con la mar agitada, perdieron gran parte del agua abastecida, teniendo que desembarcar otra vez, para su mala suerte, en Chakán Putum donde acontecería la más fuerte batalla entre mayas y españoles.
Más de un siglo después, Diego de Landa describe en su Relación de las cosas de Yucatán que en Campeche:

“hallaron un edificio dentro de la mar, cerca de tierra, cuadrado y grabado, y que en la parte alta del edificio estaba un ídolo con dos fieros animales que le comían las ijadas, y una sierpe larga y gorda de piedra que se tragaba un león; y que los animales estaban llenos de sangre de los sacrificios”, en Campeche se aprovisionaron de agua, pero al no estar bien cerrados los recipientes o pipas, tuvieron que tocar nuevamente tierra en Champotón donde serían fuertemente atacados por los mayas liderados por el halach uinik “Mochcouoh” (Moch Ko'woj).

## Fin de la expedición
Como pudieron los expedicionarios, retomaron la mar, debiendo quemar uno de sus barcos por su incapacidad para regresar en los tres con que habían salido de Cuba. Los otros dos fueron llevados por el viento y las corrientes a la costa de Florida, desde donde pudieron regresar a Cuba. Ahí, murió el capitán Hernández de Córdoba como resultado de las heridas recibidas en la batalla señalada. La península de Yucatán había sido oficialmente descubierta.
No tardó Diego Velázquez de Cuéllar en organizar nuevas y mejor preparadas expediciones que llevaron primero al conocimiento más preciso de la península de Yucatán, que al principio pareció a los viajeros una ínsula, y después, rodeando el litoral de la cuenca que hoy se denomina Golfo de México, a trabar contacto con los pueblos y los lugares que condujeron en última instancia a la conquista de México y al establecimiento de la Nueva España.
Con esta expedición y las que siguieron inmediatamente por este nuevo mundo, los españoles vieron por primera vez -y es quizá la razón por la que Díaz del Castillo usó el término de el Gran Cairo en su descripción- poblaciones con edificios en piedra blanca labrada, es decir con una arquitectura importante, templos, lugares de reunión y gente vestida con ropa de algodón, adornada con joyas, que demostraba una cultura importante y comparable, en el criterio de los expedicionarios, a la que ellos conocían en el oriente, de donde habían venido.

## ¿Había españoles ya en la península yucateca?
Debe señalarse que previamente, en el proceso de nombrar nuevas gobernaciones de las Indias, Vasco Núñez de Balboa había encabezado una expedición por el mar Caribe en la que había fundado Santa María de la Antigua del Darién, en septiembre de 1510. Le acompañaron en aquella expedición dos personajes, Gonzalo Guerrero y Jerónimo de Aguilar, que habría más tarde de protagonizar intercambios con los grupos mayas de la península de Yucatán por virtud de un naufragio en el que ambos participaron y del que sobrevivieron. 
En efecto, ya de regreso de la expedición que los llevó al Darién, como avanzada enviada de retorno a Cuba por Núñez de Balboa, capitaneada por Juan de Valdivia, al que había nombrado su regidor en Santa María de la Antigua, navegando el 15 de agosto de 1511, se encontraron con una gran tormenta. El barco en el que viajaban fue presa de los elementos. Naufragaron en los bajos de las Víboras o de los Alacranes, frente a la isla de Jamaica:

...  (Y) atajó Dios los pasos a Valdivia, y a los demás dio a entender (...) las obras que hacía de ser dignas de todo fuego eterno, porque embarcando (...) se hundió con su oro y con sus nuevas en unos bajos (...) que se llaman las Víboras.
 Bartolomé de las Casas, Descubrimiento del Mar Pacífico, (tomado de Clásicos Jackson, volumen XXVII, Historiadores de Indias), página 55.

Sólo una veintena de expedicionarios lograron salvar la vida en un batel. Dieciocho hombres y dos damas, consiguieron transitoriamente salvar sus vidas con grandes sufrimientos.
De la veintena que subió al batel, arrastrados por las corrientes del mar Caribe del norte, únicamente ocho llegaron a la costa de Yucatán. Tienen un primer contacto con los Cocomes, grupo maya que predominaba la región oriental de la península yucateca en aquel entonces, que se mostró bastante agresivo. Jerónimo de Aguilar, fue la principal fuente de esta historia, ya que fue el único superviviente junto a Gonzalo Guerrero, pero, a diferencia de éste, regresó a España, gracias a Hernán Cortés y narró la aventura:

...(Aguilar) dixo que saltando de la barca los que quedaron vivos, toparon luego con indios, uno de los cuales con una macana hendió la cabeza a uno de los nuestros, cuyo nombre calló; y que yendo aturdido, apretándose con las dos manos la cabeza, se metió en una espesura do topó con una mujer, la cual, apretándole la cabeza, le dexó sano, con una señal tan honda que cabía la mano en ella. Quedó como tonto; nunca quiso estar en poblado, y de noche venía por la comida a las casas de los indios, los cuales no le hacían mal, porque tenían entendido que sus dioses le habían curado, paresciéndoles que herida tan espantosa no podía curarse sino por mano de alguno de sus dioses. Holgábanse con él, porque era gracioso y sin perjuicio vivió en esta vida tres años hasta que murió.
Cervantes de Salazar, Francisco, Crónica de la Nueva España, libro I, Cap. XXII.

Durante los primeros encuentros con los mayas, el capitán Valdivia intentó defenderse y perdió la vida en el intento. Todos los náufragos murieron con la excepción de Jerónimo de Aguilar y de Gonzalo Guerrero, que milagrosamente salvaron la vida. De esta aventura fatal para la mayoría de los españoles, resultó una prolongada estancia de ambos personajes en Yucatán. Cuando sus coterráneos arribaron más tarde, en el año de 1517, al menos estos dos españoles estaban instalados entre los mayas. Más tarde, en una expedición posterior, Hernán Cortés habría de recuperar a Jerónimo de Aguilar mientras que por voluntad propia, Gonzalo de Guerrero que ya había formado familia decidió quedarse y aún combatir en contra de los españoles más tarde cuando se generalizó la guerra de conquista en la península de Yucatán.